# 北极群岛

位于加拿大北部的北极群岛

北极群岛（英語：Canadian Arctic Archipelago），位于北冰洋，加拿大最北端，分属努那福特和西北地区管辖。群岛中的巴芬岛、埃尔斯米尔岛和维多利亚岛都是世界上面积最大的一些岛屿之一。群岛东与格陵兰岛相望，西臨波弗特海，南隔哈德森湾与加拿大本土相望。北極群島總面積1,424,500平方公里，島嶼總數36,563個。

## 历史
公元前 2500年左右，第一批人类--古爱斯基摩人从加拿大大陆来到群岛。公元前1000年至 1500年，他们被图勒人取代，图勒人就是今天因纽特人的祖先。
英国对这些岛屿（即英属北极领土）的主权要求是基于马丁·弗罗比舍在15世纪 70年代的探险活动。加拿大最初（1870-1980 年）只对流入福克斯湾、哈德逊湾和哈德逊海峡的岛屿部分拥有主权。1880年，英国将这些岛屿移交给加拿大，加拿大对这些岛屿的主权由此确立。

## 岛屿列表
- 巴芬岛
- 伊丽莎白女王群岛
- 维多利亚岛
- 班克斯岛
- 南安普頓島
- 威爾斯親王島
- 薩莫塞特島
- 威廉王島
- 贝尔彻群岛
- 渥太华群岛